# Christian I. (Dänemark, Norwegen und Schweden)

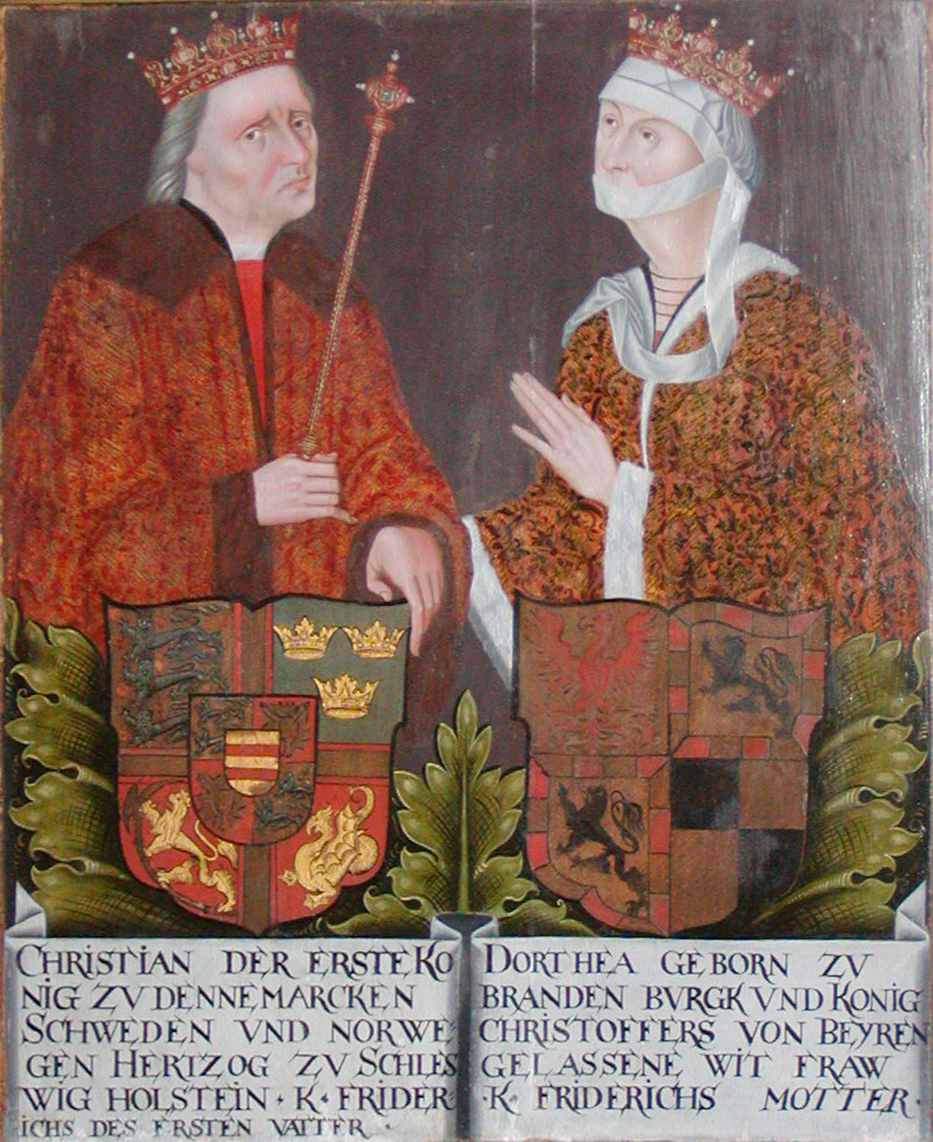
Christian I. als König von Dänemark mit seiner Frau Dorothea von Brandenburg, zeitgenössische Darstellung des 15. Jahrhunderts im Schloss Frederiksborg

Christian I. (* Februar 1426 in Oldenburg; † 21. Mai 1481 in Kopenhagen) begründete als König von Dänemark, Norwegen und Schweden die dänische Königsdynastie aus dem Haus Oldenburg. Er war zugleich Herzog von Schleswig und Holstein.

## Leben
Christian war als ältester Sohn des Grafen Dietrich von Oldenburg und Delmenhorst und dessen Gemahlin Heilwig von Holstein zunächst von 1440 bis 1448 als Christian VII. Graf von Oldenburg und Delmenhorst.

### König von Dänemark

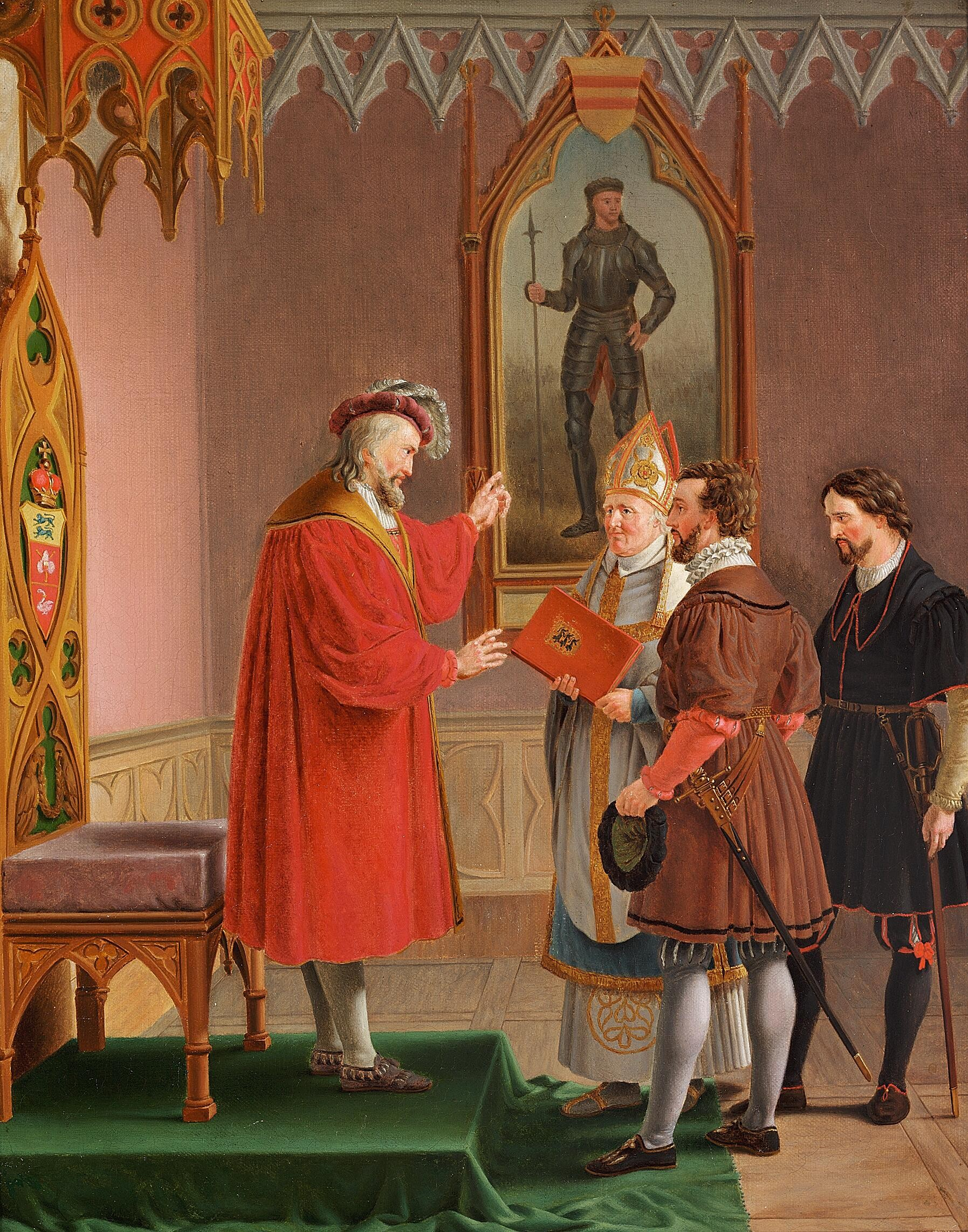
Christoffer Wilhelm Eckersberg: Herzog Adolf lehnt das Angebot der dänischen Krone ab und verweist auf seinen Neffen Christian von Oldenburg. Historienmalerei (1819; Statens Museum for Kunst, Kopenhagen).

Das alte dänische Königshaus (Haus Estridsson) war 1412 mit Margarethe I. erloschen. Diese hatte mit der Gründung der Kalmarer Union 1397 ihre Macht über Dänemark, Norwegen und Schweden ausgedehnt. Es folgten als Intermezzo ihr Großneffe Erik von Pommern und nach dessen Absetzung 1439 sein Neffe Christoph III. aus der Wittelsbacher Linie Pfalz-Neumarkt. Als dieser 1448 kinderlos starb, trug der dänische Reichsrat, dem in der dänischen Wahlmonarchie die Königswahl oblag, Christians Onkel und Erzieher Adolf VIII. von Holstein, der in weiblicher Linie von König Waldemar dem Großen von Dänemark († 1182) abstammte, die Krone an. Weil er selber keine Nachkommen hatte, lehnte Adolf ab und empfahl die Wahl seines Neffen Christian. Dieser wurde am 1. September 1448 im Einvernehmen mit der Hanse und dem Wendischen Städtebund als Christian I. zum dänischen König gewählt. Seine Regentschaft begann am 28. September 1448 in Dänemark. Am 28. Oktober 1449 heiratete er Dorothea von Brandenburg-Kulmbach, die 19-jährige Witwe seines Vorgängers, und wurde am selben Tag in der Frauenkirche in Kopenhagen gekrönt. Er verzichtete dafür auf die Grafschaften Oldenburg und Delmenhorst, die 1450 sein jüngerer Bruder Gerd der Mutige übernahm.

### König von Schweden und Norwegen

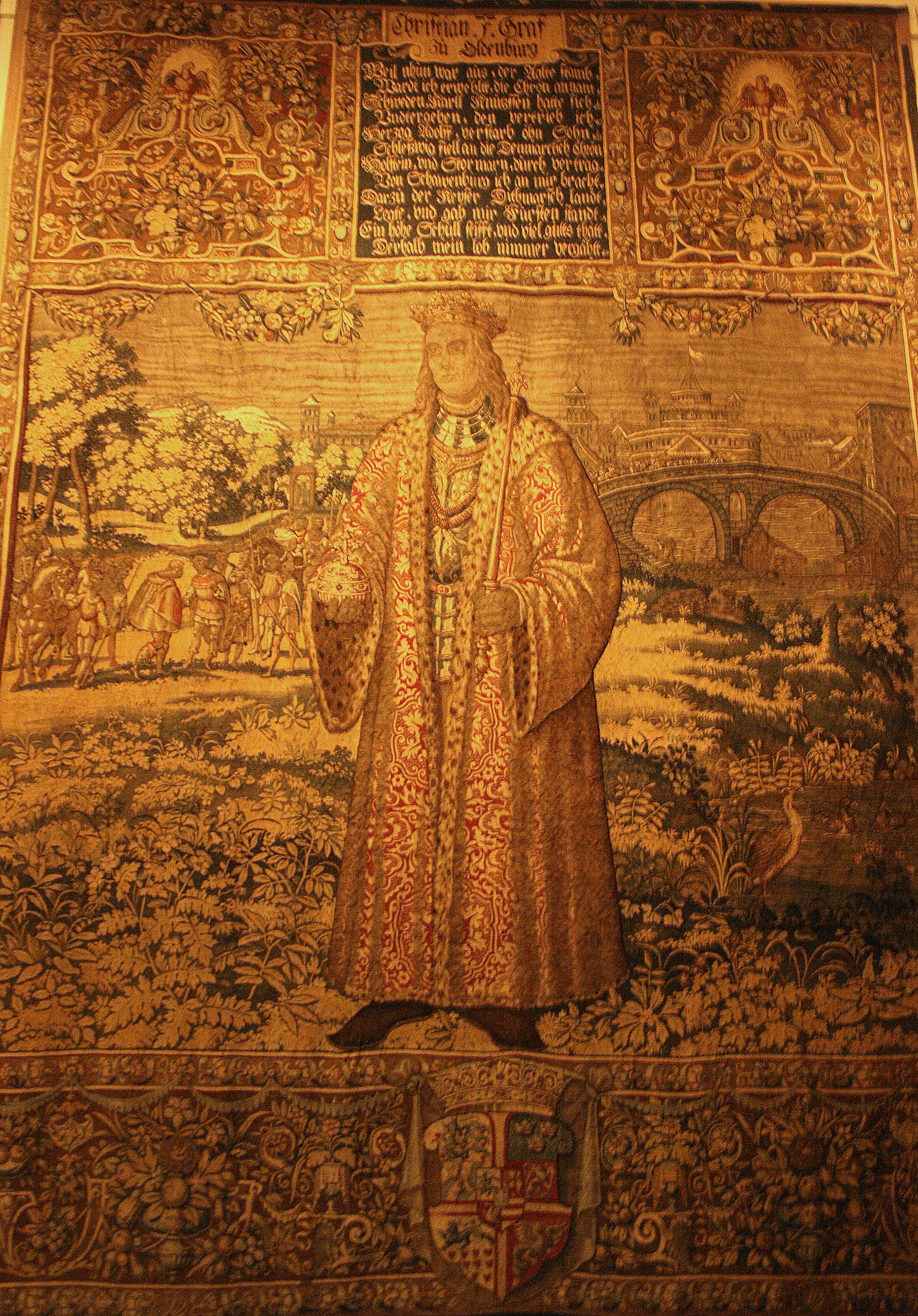
Christian I. als Graf von Oldenburg, Wandteppich (um 1580; Dänisches Nationalmuseum, Kopenhagen)

Der dänische Adel war stets bestrebt, möglichst Könige ohne eigene inländische Hausmacht und vor allem ohne großes Adelsgefolge zu wählen, so nicht nur Christian, sondern auch seine beiden Vorgänger, da die alteingesessenen Familien die Konkurrenz durch einwandernde Adlige fürchteten, welche durch große Landlehen sehr bald zu Reichtum, Macht und Einfluss kommen konnten, wie man es nach der Wahl Albrechts von Mecklenburg 1364 zum schwedischen König erlebt hatte. Der Oldenburger Graf aus kleinem, fernen Land, ohne nennenswertes Adelsgefolge, erfüllte diese Voraussetzungen noch besser als sein Onkel.  
Dennoch wurde Christian I. in Schweden und Norwegen nicht anerkannt. Der schwedische Adel wählte vielmehr einen aus den eigenen Reihen, den bisherigen Reichsverweser Karl Knutsson Bonde als Karl VIII., der im folgenden Jahr auch zum König von Norwegen gekrönt wurde. Eine erste kriegerische Auseinandersetzung mit Schweden führte am 18. Mai 1450 in Halmstad zu einer Erneuerung der Kalmarer Union. Demnach sollte der Status quo bis zum Tod eines der beiden Könige bestehen bleiben. Danach sollte der andere in beiden Reichen herrschen. Norwegen wurde von Karl VIII. an Dänemark übergeben. Der norwegische Reichsrat erklärte damit eine ewige Union.
Aber Christian I. war nicht zufrieden, sondern begann 1452 erneut einen Krieg mit Schweden um den Besitz der Insel Gotland. Dieser zog sich über Jahre hin, ohne zu einer Entscheidung zu führen. Erst nachdem sich 1457 auch Jöns Bengtsson Oxenstierna, der Erzbischof von Uppsala, auf seine Seite stellte, kam es zu einer Entscheidung. Karl VIII. floh nach Danzig. Christian I. wurde als letzter schwedischer König am Stein von Mora gewählt und am 29. Juli 1457 zum schwedischen König gekrönt und sein Sohn Johann 1458 als sein Nachfolger bestätigt.
Doch bereits 1464 erhoben sich die Schweden unter Oxenstierna und Sten Sture dem Älteren wegen der hohen Steuern, die Christian dem Land auferlegte. Karl VIII. wurde wieder eingesetzt. Nach dessen Tod 1470 versuchte Christian I. erneut, die Macht in Schweden zu erlangen und landete 1471 bei Stockholm. In diesem erneuten Dänisch-Schwedischen Krieg wurde Christian jedoch in der Schlacht am Brunkeberg verwundet und von Sten Sture geschlagen.

### Herzog von Schleswig und Holstein
Nach dem Tod von Herzog Adolf VIII. wurde Christian 1460 mit Hilfe der Landstände im Vertrag von Ripen Herzog des dänischen Lehen Schleswig und Graf des zum Heiligen Römischen Reich gehörenden Holstein (ab 1474 Herzog von Holstein). Christian I. wurde damit Vasall des deutschen Königs Friedrich III. Der in diesem Zusammenhang aufgesetzte Vertrag von Ripen sollte einen Schlusspunkt unter die Konflikte zwischen dänischem Königshaus und holsteinischen Grafen setzen. Die damit begründete Personalunion zwischen dänischem König und schleswig-holsteinischem Herzog hatte bis 1864 Bestand.
Sowohl der Schauenburger Linie Holstein-Pinneberg, als auch seinen Brüdern sollte Adolfs Testament entsprechend eine hohe Geldsumme als Entschädigung für den Verzicht auf Holstein zufließen, die Christian jedoch nicht aufbringen konnte. Daher drang sein Bruder Gerd mehrmals mit einem Heer in Holstein ein und ließ sich 1470 von den Bauern der westlichen Marschen huldigen, wurde aber von Christian zum Rückzug gezwungen. Zwei Jahre später versuchten die Nordfriesen in Husum einen Aufstand, wiederum unterstützt von Gerd von Oldenburg. Zur Niederschlagung dieses Aufstandes benötigte Christian Unterstützung vom Herzog Magnus II. von Mecklenburg und den Hansestädten Bremen und Hamburg. Dieses und vor allem die finanzielle Unterstützung durch die Hanse für die Abfindung seiner Verwandten führte zu einer starken Abhängigkeit des Königs, der den Großteil der Herzogtümer an Hamburg, Lübeck und die schleswig-holsteinische Ritterschaft verpfänden musste. Erst nach seinem Tod konnte seine Witwe die Pfänder wieder auslösen.
1473 wurde Christian von Kaiser Friedrich III. mit Dithmarschen belehnt. Anlässlich von Christians Besuch beim Kaiser erhob dieser die Grafschaft Holstein zum Herzogtum und verleibte ihr Dithmarschen ein. Damit konnte Christian I. seinen Anspruch auf Dithmarschen geltend machen. Die Dithmarscher beriefen sich jedoch darauf, Lehnsbesitz der Bremischen Kirche zu sein, was Papst Sixtus IV. 1477 bestätigte. Der Kaiser zog daraufhin seine Belehnung zurück. Erst Christians Söhne versuchten als Herzöge von Holstein erneut, ihren Anspruch durchzusetzen, unterlagen jedoch 1500 in der Schlacht bei Hemmingstedt.

### Außenpolitik
1469 vermählte Christian I. seine Tochter Margarethe mit dem schottischen König Jakob III. Als Mitgift erhielt Schottland die Shetlandinseln und die Orkneys.
Christian I. entsandte 1473 eine See-Expedition unter der Führung von Didrik Pining und Hans Pothorst in den Nordatlantik. Diese Seefahrer gelangten dabei möglicherweise bis nach Nordamerika, das bereits die Wikinger erreicht hatten (siehe „Vinland“). Anregung zu dieser Erkundungsreise war ein Ersuchen des portugiesischen Königs Alfons V. Als Vertreter Portugals nahmen João Vaz Corte-Real und Álvaro Martins Homen an der Expedition teil.

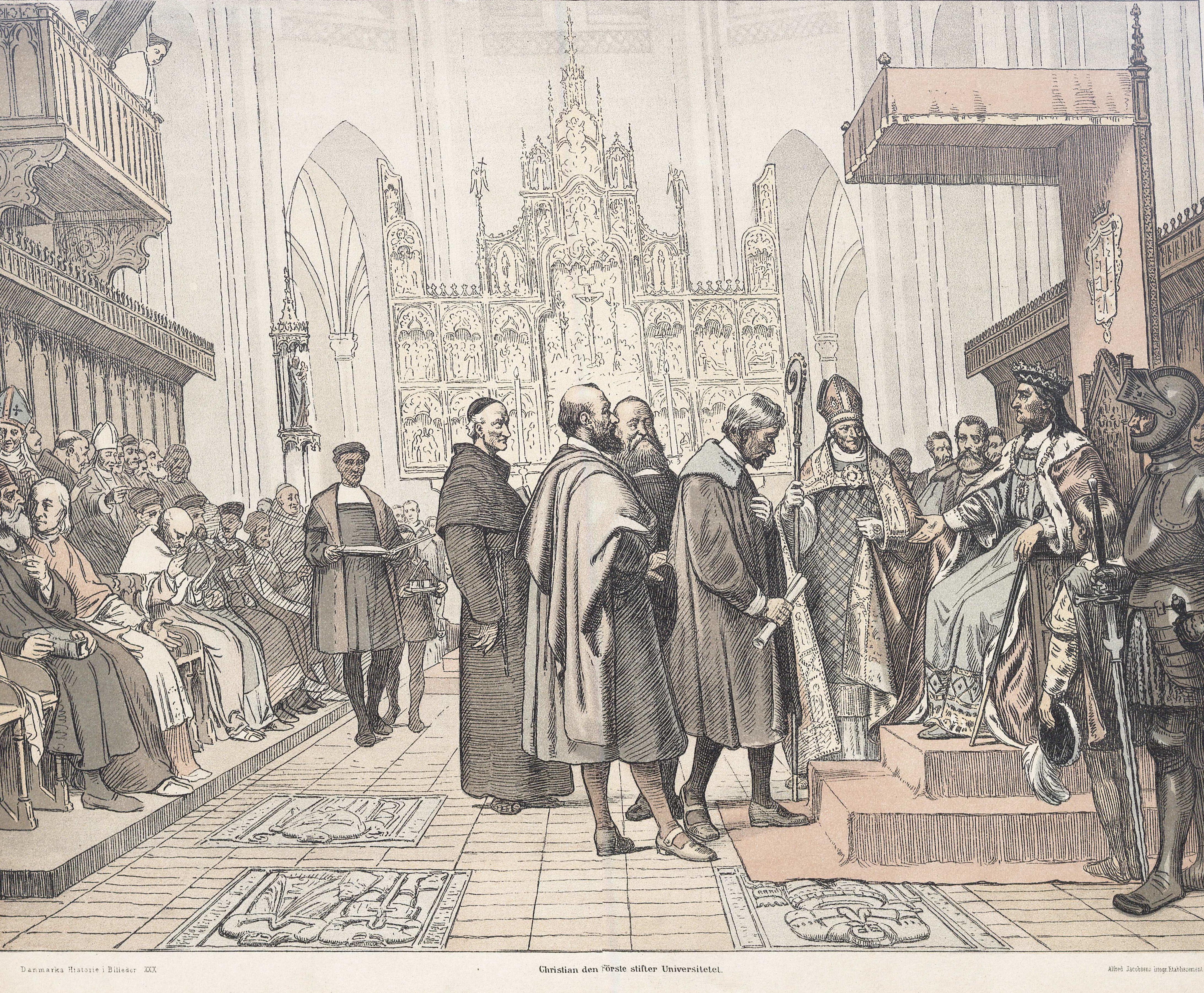
Christian I. bei der Gründung der Universität Kopenhagen.

1474 besuchte Christian mit seiner Frau den Kaiser in Augsburg und den Papst in Rom. Der Papst erließ eine Bulle, die dem schleswig-holsteinischen Adel den Zinswucher verbot. Außerdem autorisierte ihn der Papst, in Kopenhagen eine Universität zu gründen, was er 1479 umsetzte.
Christian I. ließ 1462 am Dom zu Roskilde die Dreikönigskapelle als Grabkapelle für sich und seine Nachfolger anbauen. Er und seine Frau sind dort beigesetzt. Laut der Königssäule in der Kapelle war er 2,19 m groß, was jedoch vermutlich auf einen Messfehler zurückgeht.

## Abstammung
|  | |  |  |  |  |  |  |  |  |  |  |  |  |  |  |  |
|  | Christian V. (Oldenburg) (~1342–~1399) Graf von Oldenburg und Delmenhorst                            |  |  |  |  |  |  |  |  |  |  |  |  |  |  |  |
|  | |  |  |  |  |  |  |  |  |  |  |  |  |  |  |  |
|  | |  |  |  |  |  |  |  |  |  |  |  |  |  |  |  |
|  | Dietrich von Oldenburg (1390–1440) Graf von Oldenburg und Delmenhorst                                |  |  |  |  |  |  |  |  |  |  |  |  |  |  |  |
|  | |  |  |  |  |  |  |  |  |  |  |  |  |  |  |  |
|  | |  |  |  |  |  |  |  |  |  |  |  |  |  |  |  |
|  | Agnes von Hohnstein-Heringen (1360–1404)                                                             |  |  |  |  |  |  |  |  |  |  |  |  |  |  |  |
|  | |  |  |  |  |  |  |  |  |  |  |  |  |  |  |  |
|  | |  |  |  |  |  |  |  |  |  |  |  |  |  |  |  |
|  | Christian I. (Dänemark, Norwegen und Schweden) (1426–1481) König von Dänemark, Norwegen und Schweden |  |  |  |  |  |  |  |  |  |  |  |  |  |  |  |
|  | |  |  |  |  |  |  |  |  |  |  |  |  |  |  |  |
|  | |  |  |  |  |  |  |  |  |  |  |  |  |  |  |  |
|  | Gerhard VI. (Holstein-Rendsburg) (1367–1404) Graf von Holstein-Rendsburg                             |  |  |  |  |  |  |  |  |  |  |  |  |  |  |  |
|  | |  |  |  |  |  |  |  |  |  |  |  |  |  |  |  |
|  | |  |  |  |  |  |  |  |  |  |  |  |  |  |  |  |
|  | Heilwig von Holstein (1400–1436)                                                                     |  |  |  |  |  |  |  |  |  |  |  |  |  |  |  |
|  | |  |  |  |  |  |  |  |  |  |  |  |  |  |  |  |
|  | |  |  |  |  |  |  |  |  |  |  |  |  |  |  |  |
|  | Elisabeth von Braunschweig († um 1420)                                                               |  |  |  |  |  |  |  |  |  |  |  |  |  |  |  |
|  | |  |  |  |  |  |  |  |  |  |  |  |  |  |  |  |
|  | |  |  |  |  |  |  |  |  |  |  |  |  |  |  |  |

## Nachkommen
Christian I. und Dorothea von Brandenburg (* 1430; † 1495) heirateten am 28. Oktober 1449. Das Ehepaar hatte fünf Kinder:
- Olav (* 29. September 1450; † 1451)
- Knut (* 1451; † 1455)
- Johann I. (* 5. Juni 1455; † 20. Februar 1513), König von Dänemark 1481–1513
- Margarethe, (* 1456; † 1486), ⚭ König Jakob III. von Schottland
- Friedrich I., (* 1471; 1533), König von Dänemark 1523 bis 1533